# Paraona nigra
Paraona nigra là một loài bướm đêm thuộc phân họ Arctiinae, họ Erebidae.